# Ирекле (Ильбяковское сельское поселение)
Ирекле (тат. Ирекле) — деревня в Азнакаевском районе Республики Татарстан России. Входит в состав Ильбяковского сельского поселения.

## География
Деревня расположена в юго-восточной части Татарстана, на расстоянии примерно 23 км (26,5 км по автодорогам) к северо-западу от центра города Азнакаево, административного центра района, и в 4,3 км (5,5 км по автодорогам) к востоку-северо-востоку от центра поселения, села Ильбяково.

## История
Посёлок основан в 1931 году. Название произошло от татарского слова «ирекле» (свободный). С момента основания находился в Азнакаевском районе (в 1948 году — посёлок в Ильбякском сельсовете, в 1963–65 годах — в Альметьевском сельском районе). Позже стал деревней.

### Часовой пояс
Деревня Ирекле, как и весь Татарстан, находится в часовой зоне МСК (московское время). Смещение применяемого времени относительно UTC составляет +3:00.

## Население
В 2002 году в деревне проживало 24 жителя (9 мужчин, 15 женщин).
В 2010 году — 19 жителей (6 мужчин, 13 женщин).
| 1938 | 1949 | 1958 | 1970 | 1979 | 1989 | 2002 | 2010 |
| ---- | ---- | ---- | ---- | ---- | ---- | ---- | ---- |
| 183  | 168  | 132  | 139  | 114  | 43   | 24   | 19   |

Национальный состав
Согласно результатам переписи 2002 года, в национальной структуре населения татары составляли 100 %.

## Инфраструктура и улицы
Деревня электрифицирована и газифицирована, есть кладбище и недействующая ферма. В деревне одна улица — Подгорная.